# Fourth Dimension
Albums de Stratovarius
Dreamspace
(1994) Episode
(1996)
Fourth Dimension est le quatrième album du groupe finlandais de power metal Stratovarius, publié en mars 1995, par Noise Records.

## Liste des chansons
Toute la musique est composée par Timo Tolkki.
| No  | Titre                              | Durée |
| --- | ---------------------------------- | ----- |
| 1.  | Against the Wind                   | 3:48  |
| 2.  | Distant Skies                      | 4:10  |
| 3.  | Galaxies                           | 5:00  |
| 4.  | Winter                             | 6:32  |
| 5.  | Stratovarius                       | 6:22  |
| 6.  | Lord of the Wasteland              | 6:11  |
| 7.  | 030366                             | 5:46  |
| 8.  | Nightfall                          | 5:09  |
| 9.  | We Hold the Key                    | 7:53  |
| 10. | Twilight Symphony                  | 6:59  |
| 11. | Call of the Wilderness             | 1:30  |
| 12. | Dreamspace (Live - Bonus japonais) |       |